# Most na Tarze koło wsi Đurđevića Tara
Most na Tarze koło wsi Đurđevića Tara (serb. Мост на Ђурђевића Тари, chor. Most na Đurđevića Tari) – most drogowy w Czarnogórze, nad kanionem rzeki Tary, w pobliżu miejscowości Đurđevića Tara (Gmina Pljevlja) i Rasova (Gmina Žabljak), w Parku Narodowym Durmitor. Prowadzi nim czarnogórska droga nr M-6.

## Charakterystyka techniczna
Obiekt o ażurowej konstrukcji i długości 366 metrów ma pięć przęseł, przy czym najdłuższe z nich ma 116 metrów długości. Wznosi się na wysokość 168–172 (150) metrów nad dnem doliny Tary.
Przy moście znajdują się restauracje i punkty widokowe.

## Historia
Autorem projektu mostu był architekt Mijat Trojanović. Prace budowlane rozpoczęto w 1937, a ukończono w listopadzie 1940. Obiekt należał wówczas do najwyższych w Europie. Został wysadzony przez partyzantów jugosłowiańskich 6 maja 1942, celem uniemożliwienia przemieszczania się czetników i współdziałających z nimi oddziałów włoskich. Procesem wysadzenia kierował inżynier Lazar Jauković, który nie chcąc zniszczyć całości konstrukcji wysadził jedynie najkrótszy z łuków mostowych. Jauković został schwytany przez czetników, którzy zamordowali go przy moście, co upamiętnia stosowny pomnik w formie obelisku. Dokładnie w tym samym miejscu, w połowie XIX wieku, Turcy stracili jego prapradziadka, Joksima Jaukovicia. Uszkodzony obiekt naprawiono i oddano ponownie do użytku w 1946. Jest nie tylko elementem infrastruktury drogowej, ale również atrakcją turystyczną.

## Galeria

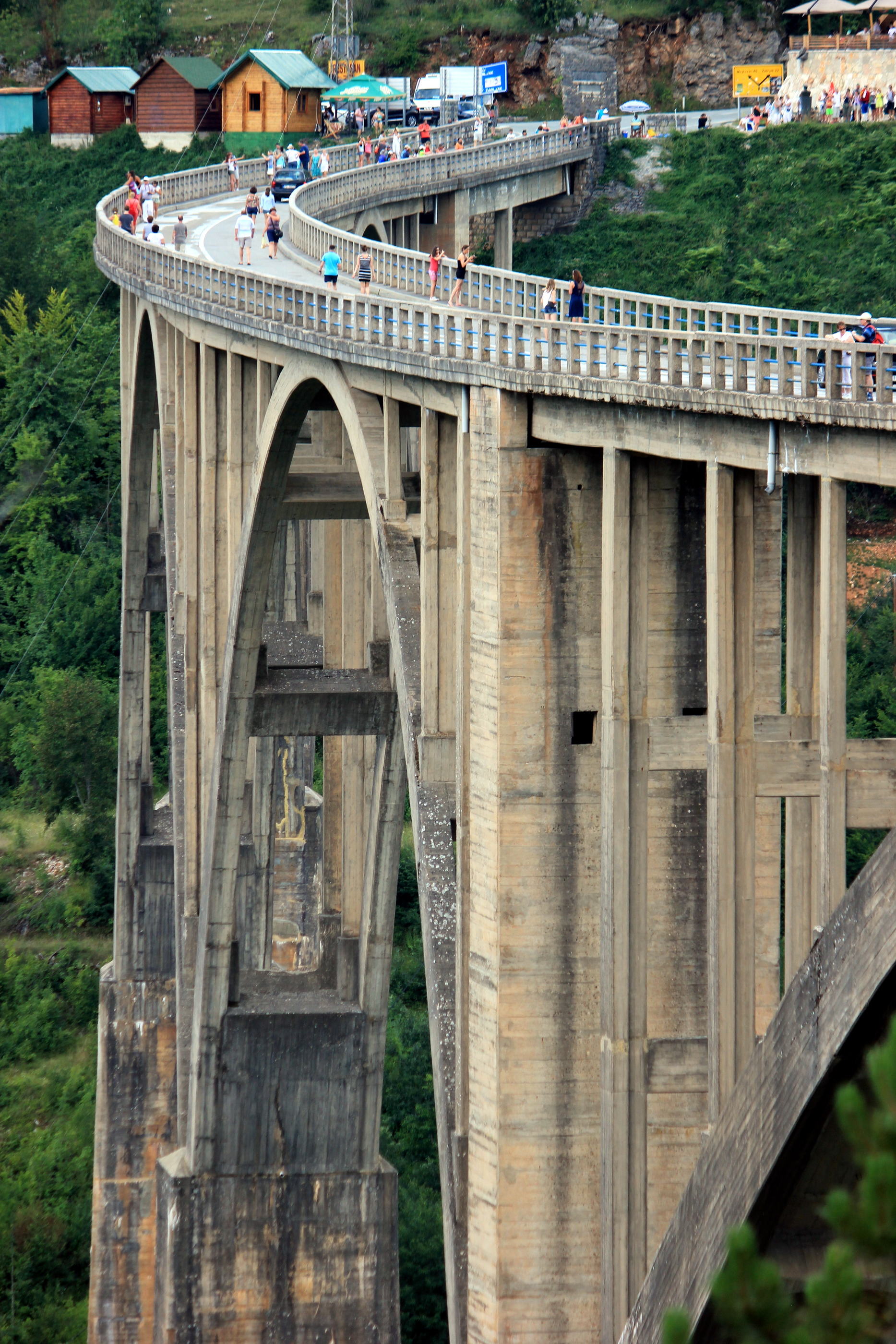
Turyści na moście
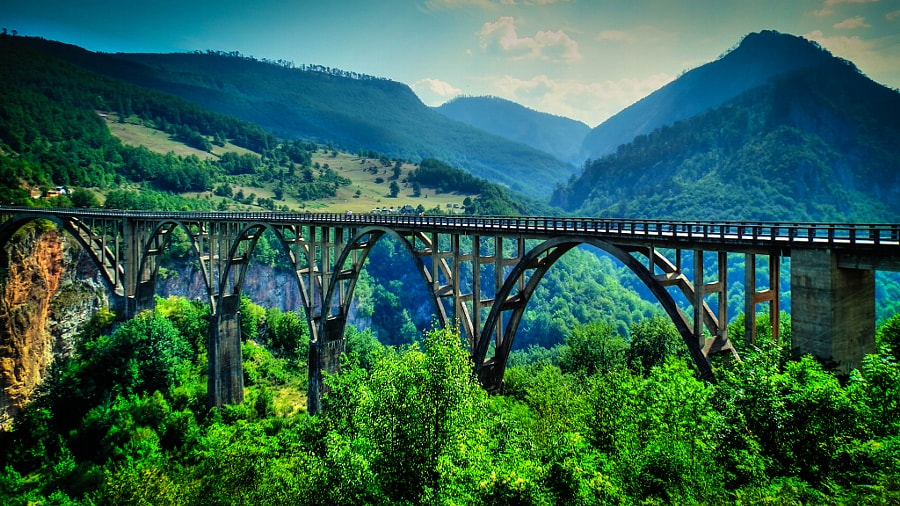
Ażurowa konstrukcja obiektu